# Cmentarz ewangelicki w Mistrzowicach
Cmentarz ewangelicki w Mistrzowicach – cmentarz luterański w Czeskim Cieszynie, w dzielnicy Mistrzowice, w kraju morawsko-śląskim w Czechach.

## Historia
Cmentarz ewangelicki w Mistrzowicach założony został w 1849, wcześniej pogrzeby miejscowych wiernych odbywały się na cmentarzu w Cierlicku-Kościelcu.
W skład mistrzowickiej ewangelickiej gminy cmentarnej wchodziły miejscowości Mistrzowice, Stanisłowice oraz Koniaków. W roku założenia nekropolii wybudowano na niej drewnianą dzwonnicę, a w 1903 - murowaną kaplicę.
W późniejszym okresie Koniaków usamodzielnił się, otwierając własny cmentarz w 1890.
Na cmentarzu w 1944 pochowana została Wanda Delong - harcerka, członkini ruchu oporu Związku Walki Zbrojnej i Armii Krajowej.
Obecnie nekropolia liczy 1602 m² powierzchni i 242 miejsca grzebalne. Jest administrowany przez miasto Czeski Cieszyn, jednak jego właścicielem pozostaje Zbór Śląskiego Kościoła Ewangelickiego Augsburskiego Wyznania w Czeskim Cieszynie.